# Postulat de Bertrand
Pour les articles homonymes, voir Bertrand.
En mathématiques, le postulat de Bertrand affirme qu'entre un entier et son double, il existe toujours au moins un nombre premier.
Plus précisément, l'énoncé usuel est le suivant :

Pour tout entier {\displaystyle n>1}, il existe un nombre premier {\displaystyle p} tel que {\displaystyle n<p<2n}.
Le postulat de Bertrand est aussi connu sous le nom de théorème de Tchebychev, depuis que Pafnouti Tchebychev l’a démontré en 1850.

## Énoncés
- L'énoncé usuel du postulat de Bertrand :
1. Pour tout entier {\displaystyle n>1}, il existe un nombre premier {\displaystyle p} tel que {\displaystyle n<p<2n}.
est équivalent aux quatre suivants :
2. Pour tout entier {\displaystyle n\geqslant 1}, il existe un nombre premier {\displaystyle p} tel que {\displaystyle n<p\leqslant 2n}.
3. Pour tout entier {\displaystyle n\geqslant 1}, {\displaystyle \pi (2n)-\pi (n)\geqslant 1}, où {\displaystyle \pi } est la fonction de compte des nombres premiers.
4. Pour tout indice {\displaystyle k}, {\displaystyle p_{k+1}<2p_{k}}, où {\displaystyle (p_{k})_{k\geqslant 1}} est la suite des nombres premiers.
5. Pour tout indice {\displaystyle k}, {\displaystyle g_{k}<p_{k}}, où {\displaystyle g_{k}=p_{k+1}-p_{k}} est l’écart entre un nombre premier et le suivant.
ainsi qu'aux variantes obtenues en remplaçant, dans les énoncés 1 à 3, « pour tout entier » par « pour tout réel[1] ».
- Celui formulé par Joseph Bertrand[2] et démontré par Pafnouti Tchebychev[3], était légèrement plus fort :

Pour tout entier {\displaystyle n>3}, il existe un nombre premier {\displaystyle p} tel que {\displaystyle n<p<2n-2},,.

## Historique
Le « postulat » (un terme tel qu’hypothèse ou conjecture, moins généraux, serait plus approprié) est énoncé pour la première fois en 1845 par Joseph Bertrand dans une étude sur des groupes de permutations, après qu’il a vérifié sa validité pour tous les nombres inférieurs à 6 millions.
C’est Pafnouti Tchebychev qui obtient, en 1850, la première démonstration : il utilise notamment un encadrement de la factorielle par des fonctions dérivées de la formule de Stirling ainsi que la fonction {\displaystyle \theta (x)=\sum _{p=2}^{x}\ln p}, où {\displaystyle p} parcourt les nombres premiers inférieurs ou égaux à {\displaystyle x}. Depuis lors, le postulat s'appelle aussi « théorème de Tchebychev » ou, plus rarement, « théorème de Bertrand-Tchebychev ».
Edmund Landau, en 1909, dans son ouvrage de synthèse des connaissances de l’époque sur la répartition des nombres premiers, reprend pour l’essentiel la démonstration de Tchebychev.
En 1919, Srinivasa Ramanujan donne du postulat de Bertrand une démonstration plus simple.
En 1932, Paul Erdős, à l’occasion de sa première publication, à l’âge de 19 ans, publie une démonstration entièrement élémentaire dans laquelle il utilise les coefficients binomiaux (il démontrera aussi que pour n>5, il existe au moins deux nombres premiers compris entre n et 2n). Pour son élégance, cette démonstration d’Erdős est l’une de celles retenues par Martin Aigner et Günter M. Ziegler dans leur livre Raisonnements divins.

## Problèmes apparentés

### Résultats dérivés de la démonstration de Tchebychev
L’essentiel de la démonstration de Tchebychev porte sur les {\displaystyle n} assez grands, le complément consistant à démontrer la propriété directement pour les {\displaystyle n} petits. L’énoncé est le suivant :

Pour tout {\displaystyle \epsilon >{\frac {1}{5}}}, il existe un nombre {\displaystyle \xi } tel que pour tout {\displaystyle x\geqslant \xi } il existe au moins un nombre premier entre {\displaystyle x} et {\displaystyle (1+\epsilon )x}.
Un axe de recherche consiste à réduire la valeur de {\displaystyle \epsilon } :
- Tchebychev a obtenu en 1850[14] la valeur {\displaystyle \epsilon ={\frac {1}{5}}}, soit 0,2 ;
- James Joseph Sylvester améliore ce résultat en 1881[14],[15], et réduit {\displaystyle \epsilon } à 0,16688 ;
- et en 1891-1892[14],[15], à 0,092 ;
- en 1893, Eugène Cahen croit avoir démontré que {\displaystyle \theta (z)\sim z} quand {\displaystyle z} tend vers l’infini[16]. Un corollaire immédiat (que Stieltjes avait conjecturé)[17] est qu’on peut prendre {\displaystyle \epsilon } arbitrairement petit (ou, ce qui n'est plus général qu'en apparence : que pour tout {\displaystyle \epsilon >0}, la quantité de nombres premiers compris entre {\displaystyle x} et {\displaystyle (1+\epsilon )x} tend vers l'infini avec {\displaystyle x})[14] ;
- le théorème des nombres premiers, équivalent de façon élémentaire à {\displaystyle \theta (z)\sim z}, ne sera démontré qu'en 1896, par Hadamard et La Vallée Poussin ; les résultats supplémentaires de ce dernier, en 1899, permettent d'expliciter une solution {\displaystyle \xi } en fonction de chaque {\displaystyle \epsilon >0}[14].

### Conjecture de Legendre
Une conjecture similaire au postulat de Bertrand, mais non encore résolue, appelée conjecture de Legendre, affirme l'existence, pour tout entier {\displaystyle n\geqslant 1}, d'un nombre premier {\displaystyle p} tel que {\displaystyle n^{2}<p<(n+1)^{2}}. Elle touche à l'hypothèse de Riemann.

### Théorème de Sylvester
En 1891-1892, James Joseph Sylvester généralise l'énoncé usuel avec la proposition suivante :
Le produit de {\displaystyle n} entiers consécutifs strictement supérieurs à {\displaystyle n} est divisible par un nombre premier strictement supérieur à {\displaystyle n}.
Le postulat de Bertrand s'en déduit en considérant les {\displaystyle n} entiers {\displaystyle n+1,n+2,\dots ,2n} : si l'un d'eux est divisible par un nombre premier {\displaystyle p>n}, il est égal à {\displaystyle p}.

## Démonstration
Notons {\displaystyle \mathbb {P} } l'ensemble des nombres premiers et définissons :
{\displaystyle \theta (x)=\sum _{p\in \mathbb {P} ;\,p\leq x}\ln p}.
Voici le plan de la démonstration :
- lemme de majoration de {\displaystyle \theta (x)} ;
- vérification explicite de la propriété pour {\displaystyle n\leqslant 630} ;
- démonstration de la propriété (dans sa version usuelle) pour {\displaystyle n>630} (en utilisant le lemme).

### Lemme de majoration deθ(x)
Pour tout entier {\displaystyle n\geqslant 1,\qquad \theta (n)<n\ln 4}.

### Vérification pourn≤ 630
Si {\displaystyle 2\leqslant n\leqslant 630}, on utilise le procédé de Landau :
considérons la suite de onze nombres premiers 2, 3, 5, 7, 13, 23, 43, 83, 163, 317 et 631, chacun étant strictement inférieur au double de son prédécesseur.
Il existe deux nombres consécutifs de cette liste, q et p, tels que
{\displaystyle q\leqslant n<p}, donc {\displaystyle n<p} et {\displaystyle 2q\leqslant 2n}.
De plus, par construction de cette liste, {\displaystyle p<2q}, ce qui, joint à  {\displaystyle 2q\leqslant 2n}, donne {\displaystyle p<2n}.
On a donc bien
{\displaystyle n<p<2n}.

### Preuve pourn> 630

#### Mise en place de la stratégie
Par la formule du binôme,
{\displaystyle 4^{n}=(1+1)^{2n}=2+\sum _{k=1}^{2n-1}{2n \choose k}}.
Puisque {\displaystyle {2n \choose n}} est le plus grand terme de la somme, on en déduit : {\displaystyle 4^{n}\leqslant 2n{2n \choose n}}.
Appelons {\displaystyle R(p,n)} le plus grand nombre x tel que {\displaystyle p^{x}} divise {\displaystyle {2n \choose n}}. On a donc
{\displaystyle {\frac {4^{n}}{2n}}\leqslant {2n \choose n}=\prod _{p\in \mathbb {P} }p^{R(p,n)}=P_{1}P_{2}P_{3}P_{4}},
avec
{\displaystyle P_{1}=\prod _{p\in \mathbb {P} ,p\leqslant {\sqrt {2n}}}p^{R(p,n)},\quad P_{2}=\prod _{p\in \mathbb {P} ,{\sqrt {2n}}<p\leqslant 2n/3}p^{R(p,n)},\quad P_{3}=\prod _{p\in \mathbb {P} ,2n/3<p\leqslant n}p^{R(p,n)},\quad P_{4}=\prod _{p\in \mathbb {P} ,n<p<2n}p^{R(p,n)}}.
Pour minorer {\displaystyle P_{4}} (afin de montrer que {\displaystyle P_{4}>1}), on va majorer {\displaystyle P_{1}}, {\displaystyle P_{2}} et {\displaystyle P_{3}}. Il nous faut pour cela majorer les {\displaystyle R(p,n)}.

#### Calcul des R(p,n)
On désigne par {\displaystyle \left\lfloor X\right\rfloor } la partie entière de {\displaystyle X}, et par {\displaystyle \left\{X\right\}} sa partie fractionnaire.
Puisque (d'après une formule de Legendre) n! possède {\displaystyle \sum _{j=1}^{\infty }\left\lfloor {\frac {n}{p^{j}}}\right\rfloor } facteurs égaux à p, on obtient :
{\displaystyle R(p,n)=\sum _{j=1}^{\infty }\left\lfloor {\frac {2n}{p^{j}}}\right\rfloor -2\sum _{j=1}^{\infty }\left\lfloor {\frac {n}{p^{j}}}\right\rfloor =\sum _{j=1}^{\infty }\left\lfloor {\frac {2n}{p^{j}}}\right\rfloor -2\left\lfloor {\frac {n}{p^{j}}}\right\rfloor }

#### Majoration deP1
Puisque chaque terme {\displaystyle \left\lfloor {\frac {2n}{p^{j}}}\right\rfloor -2\left\lfloor {\frac {n}{p^{j}}}\right\rfloor } vaut soit 0 (lorsque {\displaystyle \left\{{\frac {n}{p^{j}}}\right\}<{\frac {1}{2}}}) soit 1 (lorsque {\displaystyle \left\{{\frac {n}{p^{j}}}\right\}\geqslant {\frac {1}{2}}}) et que tous les termes avec {\displaystyle j>\left\lfloor {\frac {\ln(2n)}{\ln p}}\right\rfloor } sont nuls, on obtient :
{\displaystyle R(p,n)\leqslant \left\lfloor {\frac {\ln(2n)}{\ln p}}\right\rfloor },
donc {\displaystyle p^{R(p,n)}\leqslant 2n}, donc
{\displaystyle P_{1}\leqslant (2n)^{\sqrt {2n}}}.

#### Majoration deP2
Pour {\displaystyle p>{\sqrt {2n}}}, la somme dans R(p, n) est réduite à son premier terme, {\displaystyle \left\lfloor {\frac {2n}{p}}\right\rfloor -2\left\lfloor {\frac {n}{p}}\right\rfloor } qui, comme déjà mentionné, vaut 0 ou 1.  On a donc {\displaystyle R(p,n)\leqslant 1}, d'où
{\displaystyle P_{2}\leqslant \prod _{p\in \mathbb {P} ,{\sqrt {2n}}<p\leqslant 2n/3}p\leqslant \operatorname {exp} (\theta (2n/3))<4^{2n/3}},
la dernière inégalité venant du lemme.

#### Majoration deP3
En fait, {\displaystyle P_{3}=1} (c'est le point clé de la preuve d'Erdös) car si {\displaystyle 2n/3<p\leqslant n} alors
{\displaystyle R(p,n)=\left\lfloor {\frac {2n}{p}}\right\rfloor -2\left\lfloor {\frac {n}{p}}\right\rfloor =2-2=0}.

#### Synthèse
On aboutit à
{\displaystyle 4^{n}\leqslant 2nP_{1}P_{2}P_{3}P_{4}<(2n)^{1+{\sqrt {2n}}}.4^{2n/3}.1.P_{4}},
c'est-à-dire
{\displaystyle P_{4}>{\frac {4^{n/3}}{(2n)^{1+{\sqrt {2n}}}}}}
qui, en posant {\displaystyle 2n=2^{2t}}, se réécrit
{\displaystyle \ln(P_{4})>{\frac {t2^{t}\ln 2}{3}}\left({\frac {2^{t}}{t}}-6(1+2^{-t})\right)}.
Or {\displaystyle 2n>1024=2^{10}} donc {\displaystyle t>5}, d'où {\displaystyle {\frac {2^{t}}{t}}>{\frac {2^{5}}{5}}>6(1+2^{-5})>6(1+2^{-t})}, si bien que {\displaystyle \ln(P_{4})>0}, ce qui achève la démonstration.